# 朝マック
朝マック（あさマック）は、ファーストフード店である日本マクドナルドが提供している朝食の名称である。米マクドナルドでは同種の料理に関しては単にBreakfast(朝食)という名称で提供している。

## 概要
日本マクドナルドにおけるブレックファストメニューは、1985年（昭和60年）2月1日に初めて導入された。当時の日本における会社員の大半は働き詰めであったため、利便性が高く、かつ迅速に朝食を提供したいという考えからこのメニューが誕生した。やがて客の間で「朝マック」という通称が広がり、後に正式名称となった。
朝マックは基本的に開店（24時間営業の場合は5時）から10時30分まで提供され、時間内はハンバーガーやビッグマックなどのレギュラーメニューは販売されない。多くの店舗で提供されているが、スーパーやショッピングセンターのフードコート内にある店舗や9時以降に開店する一部の店舗では、実施時間や資材保管スペースの関係などから朝マックを実施せず、開店時からレギュラーメニューを提供している。

## メニュー

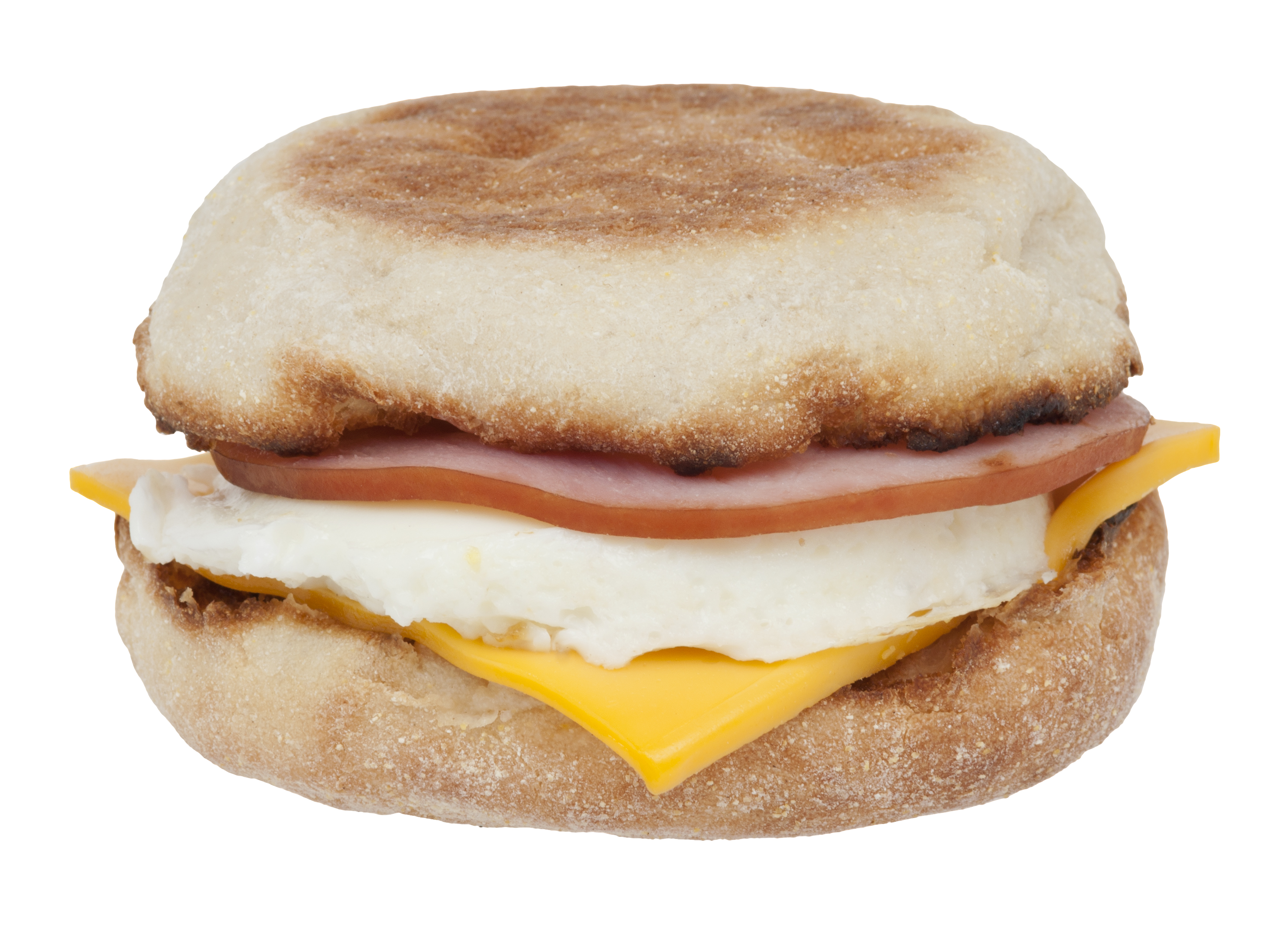
エッグマックマフィン

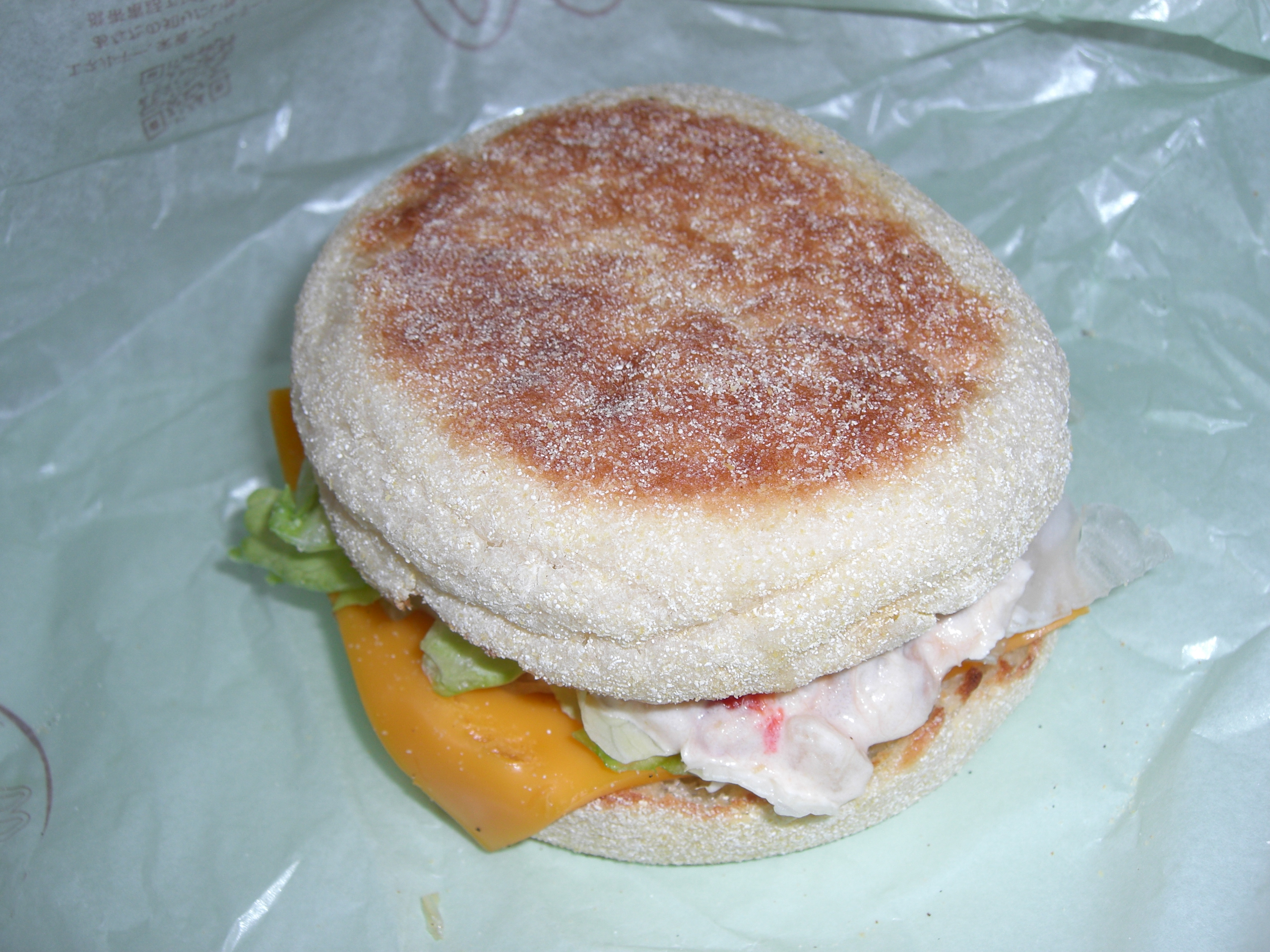
ツナマフィン（現在日本では販売していない）

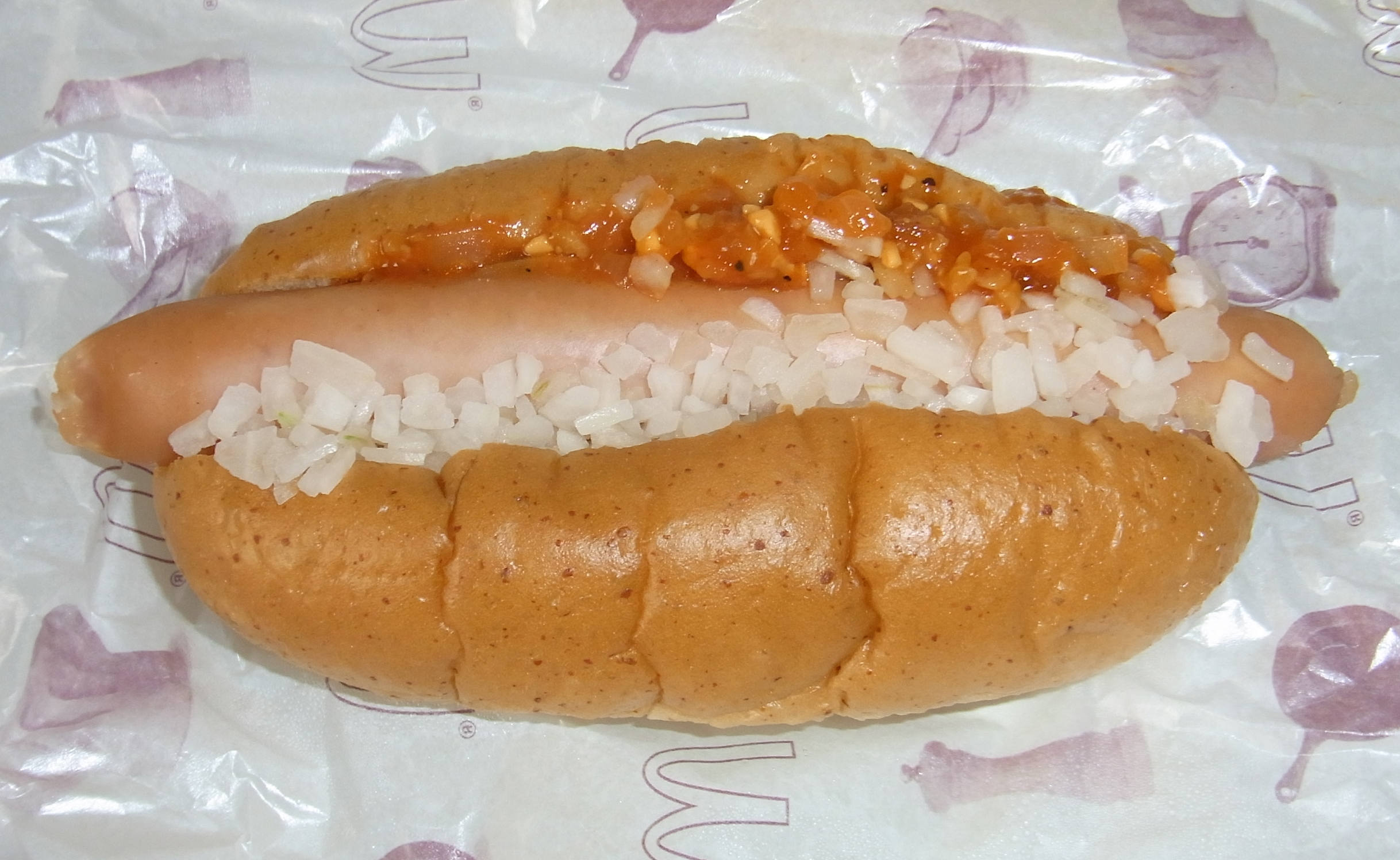
マックホットドッグチリ（2011年11月14日から期間限定で発売された）

マックグリドル、マフィン、ホットケーキなど、朝でも比較的食べやすい商品を提供している。ただし、フィレオフィッシュやチキンマックナゲットなど、レギュラーメニューでも販売される商品も一部存在する。また、ハッシュポテトとMサイズのドリンクがセットになった「バリューセット」（安く価格を抑えたセットメニュー）や、サンドイッチにSサイズのドリンクがついたバリューセットよりも安価な「コンビ」も発売している。コンビはレギュラーメニューにはないセットメニューである。
朝マックのメニューをレギュラーメニューの時間帯に食べたいという要望も少なくないが、日本マクドナルドの広報担当者によると、朝マック用のメニューはレギュラーメニューと異なる原材料を多く使っている分、限られたキッチンスペース内に双方の原材料を用意して調理するのは難しいため、異なる時間帯で提供しているという。